# 路懋德
路懋德（Modeste Andlauer，1847年5月22日—1900年6月19日）罗马天主教传教士、耶稣会会士，在庚子事变中殉道。

## 生平
1847年5月22日，路懋德出生于法国阿尔萨斯的Rosheim，1872年10月8日在家乡进入初学院。1877年9月22日在拉瓦勒加入耶稣会。此后在亚眠、里尔和布列斯特教德语。 
1881年，路懋德前往中国传教，他到达献县教区后，学习中文，并派往武邑县传教。1900年庚子事变中，义和团开始袭击直隶省的基督徒。6月19日，路懋德和赵席珍神父同时在武邑天主堂内被杀。

## 宣福与封圣
1955年4月17日，教宗庇护十二世包括他在内的河北省55位殉道者同时立为真福。2000年10月1日，教宗若望保禄二世将包括他在内的120位中华殉道真福宣为圣人。纪念日为7月9日。